# Kazimierz Prokop
Kazimierz Prokop (ur. 14 grudnia 1895 w Chłopach, zm. po 13 czerwca 1915) – ułan Legionów Polskich, uczestnik I wojny światowej, kawaler Orderu Virtuti Militari.

## Życiorys
Urodził się w Chłopach, w ówczesnym powiecie rudeckim, w rodzinie Jana i Ewy z d. Smertyk . Absolwent szkoły ludowej. Od 1913 w Drużynach Strzeleckich. Od 4 sierpnia 1914 ochotnik w 2 kompanii 2 pułku piechoty Legionów Polskich. W listopadzie 1914 został przydzielony do 2 szwadronu rotmistrza Dunin-Wąsowicza późniejszego 2 pułku ułanów Legionów Polskich. Brał udział w walkach w Karpatach i Bukowinie. W styczniu 1915 roku został ranny pod Kizlibabą . 13 czerwca 1915 ciężko ranny w czasie szarży pod Rokitną. Dostał się następnie do niewoli rosyjskiej. Zmarł w obozie jenieckim w Rosji. Był kawalerem.
17 maja 1922 roku Naczelnik Państwa i Naczelny Wódz nadał mu pośmiertnie Krzyż Srebrny Orderu Wojskowego Virtuti Militari nr 6008.
12 maja 1931 roku został pośmiertnie odznaczony Krzyżem Niepodległości „za pracę w dziele odzyskania niepodległości”.